# National Parks Conservation Association
La National Parks Conservation Association, ou NPCA, est une association à but non lucratif américaine œuvrant en faveur de la préservation des parcs nationaux du pays. Fondée le 19 mai 1919, elle a son siège à Washington.